# Embaixador no Chile
Esta é uma lista de representantes de Estado ou organização internacional) ante o governo de Chile.
(Ministro plenipotenciario, Embaixador, Encarregado de negócios do Serviço Diplomático Estrangeiro)

## Lista de Representantes
| acreditação diplomática ano | Embaixador                  | Apelido, Patronímico         | Estado    | Hierarquia                | Fonte de informação |
| --------------------------- | --------------------------- | ---------------------------- | --------- | ------------------------- | --- |
| 1810                        | José Antonio. Álvarez Jonte | Álvarez Jonte, José Antonio. | Argentina | Ministro Plenipotenciario | A.M.RR.EE. de Chile, F. Argentina, V. 1                                                                                             |
| 1812                        | Bernardo. Vera y Pintado    | Vera y Pintado, Bernardo.    | Argentina | Ministro Plenipotenciario | A.M.RR.EE. de Chile, F. Argentina, V. 1                                                                                             |
| 1817                        | Tomás Guido                 | Guido, Tomás                 | Argentina | Ministro Plenipotenciario | A.M.RR.EE. de Chile, F. Argentina, V. 11 Carlos Guido y Spano. Vindicación Histórica. Papeles del Brigadier Gral. Guido. 1817- 1820 |
| 1822                        | José Cavero y Salazar       | Cavero y Salazar, José       | Perú      | Ministro Plenipotenciario | A.M.RR.EE. de Chile, F. Perú, V. 647                                                                                                |
| 1822                        | Juan García del Río         | García del Río, Juan         | Perú      | Ministro Plenipotenciario | A.M.RR.EE. de Chile, F. Perú, V. 647                                                                                                |
| 1822                        | Joaquín Mosquera            | Mosquera, Joaquín            | Colombia  |                           | Pendiente |
| 1822                        | Diego Parossier             | Parossier, Diego             | Perú      | Ministro Plenipotenciario | A.M.RR.EE. de Chile, F. Perú, V. 647                                                                                                |
| 1823                        | José Miguel Berazan         | Berazan, José Miguel         | Perú      | Encargado de Negocios     | A.M.RR.EE. de Chile, F. Perú, V. 647                                                                                                |
| 1823                        | Félix De Alzaga             | De Alzaga, Félix             | Argentina | Ministro Plenipotenciario | A.M.RR.EE. de Chile, F. Argentina, V. 2, 3 y 4                                                                                      |
| 1823                        | Juan Manuel Iturregui       | Iturregui, Juan Manuel       | Perú      | Ministro Plenipotenciario | A.M.RR.EE. de Chile, F. Perú, V. 647                                                                                                |
| 1823                        | José Larrea y Loredo        | Larrea y Loredo, José        | Perú      | Ministro Plenipotenciario | A.M.RR.EE. de Chile, F. Perú, V. 9                                                                                                  |
| 1823                        | Juan Salazar y Carrillo     | Salazar y Carrillo, Juan     | Perú      | Ministro Plenipotenciario | A.M.RR.EE. de Chile, F. Perú, V. 9                                                                                                  |
| 1825                        | Ignacio Álvarez Thomas      | Álvarez Thomas, Ignacio      | Argentina | Ministro Plenipotenciario | A.M.RR.EE. de Chile, F. Argentina, V. 2, 4, 5 y 6                                                                                   |
| 1826                        | Mariano Álvarez             | Álvarez, Mariano             | Perú      | Ministro Plenipotenciario | A.M.RR.EE. de Chile, F. Perú, V. 9, 13                                                                                              |

1. ↑  Ministério das Relações Exteriores do Chile